# 607 (tal)
607 är det naturliga heltal som följer 606 och följs av 608.

## Matematiska egenskaper
- 607 är ett udda tal.
- 607 är ett primtal[1].
- 607 är ett defekt tal.
- 607 är ett Ulamtal.

## Inom vetenskapen
- 607 Jenny, en asteroid.